# جاكلين سميث (نقابية)
جاكلين سميث (بالنرويجية البوكمول: Jacqueline Smith)‏ هي نقابية نرويجية، ولدت في 20 فبراير 1971 في وايومنغ في الولايات المتحدة.